# Peroxocomplexo

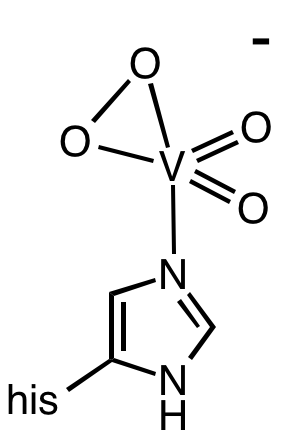
Cofator da enzima Bromoperoxidade, o qual é um peroxocomplexo de vanádio.

Um peroxocomplexo é um composto de coordenação no qual pelo menos um dos grupos ligantes ligado ao íon metálico é um grupo peróxido. Esse tipo de complexo é particularmente comum em metais de transição iniciais mais para a esquerda na tabela periódica, especialmente os elementos dos grupos 4, 5 e 6 em seus estados de oxidação mais elevados.

## Exemplos
Os grupos iniciais dos metais de transição (as famílias do titânio, vanádio e cromo) formam facilmente complexos com peróxido, alguns excepcionalmente estáveis (titânio) e outros mais lábeis (cromo). Nesses complexos, comumente o grupo peróxido apresenta hapticidade η², o que significa que ambos os átomos de oxigênio do grupo peróxido se ligam ao átomo do metal, formando um anel triangular. Esses complexos são geralmente muito coloridos e o elemento central pode alcançar altos números de coordenação, como 8 em complexos como [Cr(O
2)
4]3– e [Zr
4(O
2)
4(H
2O)
16]8+
.

### Titânio

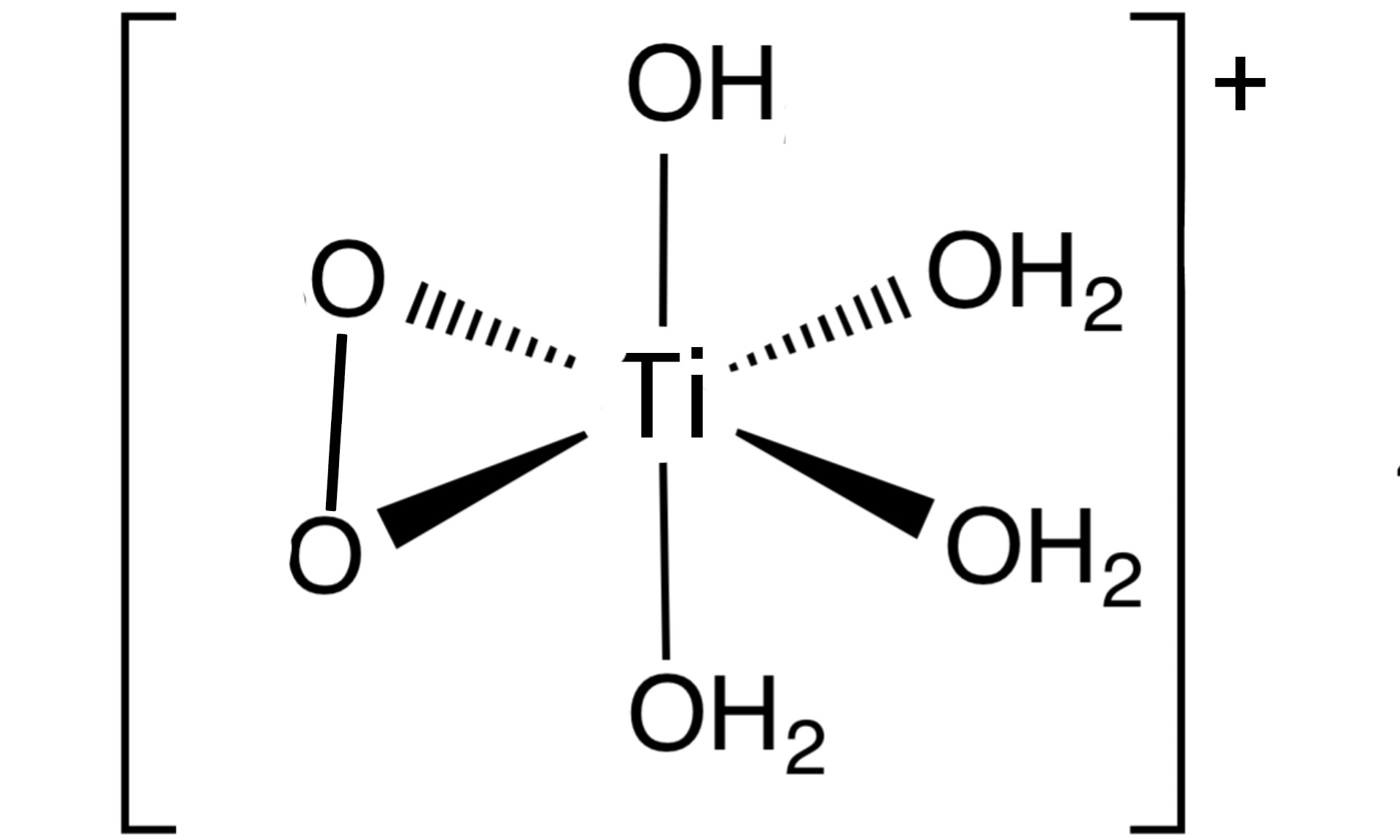
Estrutura do complexo vermelho-alaranjado de titânio(IV) e peróxido em meio ácido.

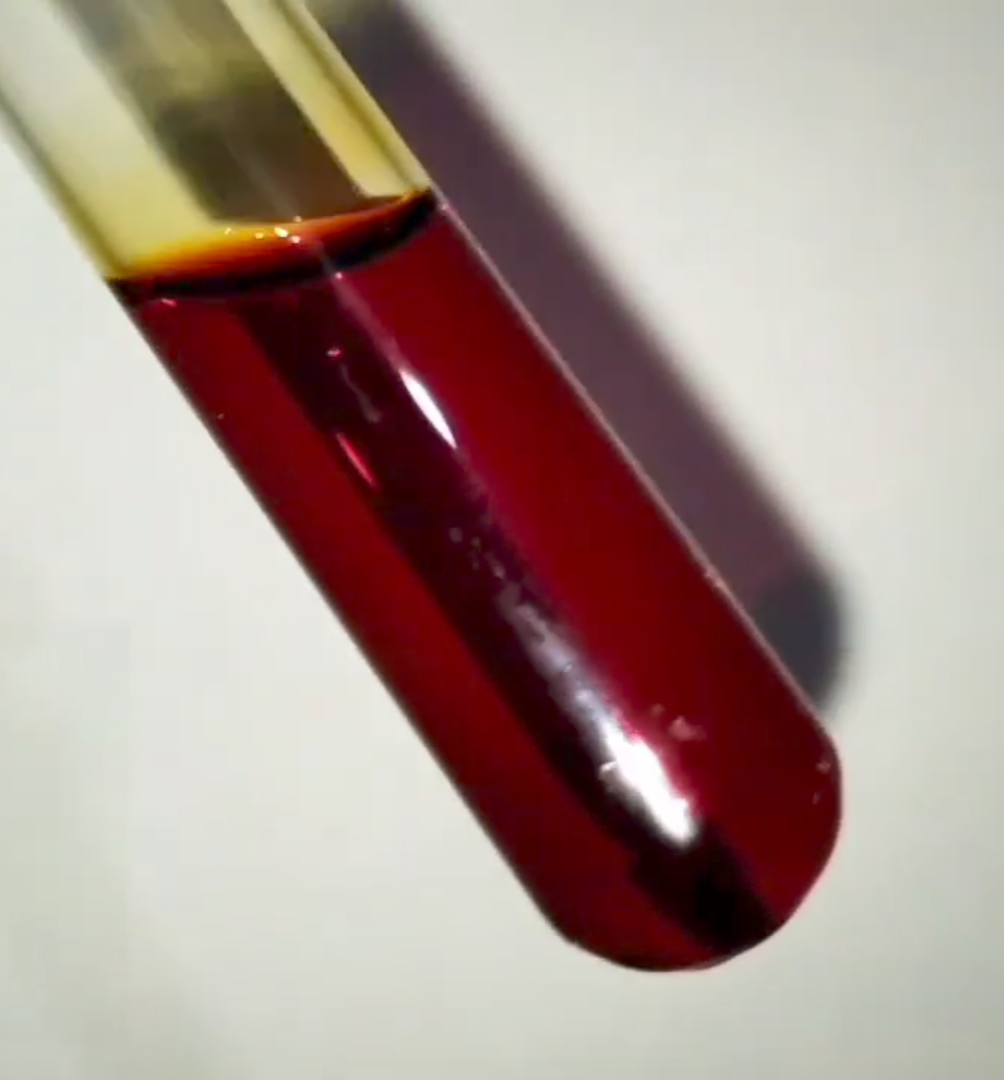
Solução contendo o peroxocomplexo vermelho-laranja de titânio (IV) em meio ácido.

O titânio é um elemento particularmente conhecido por formar complexos de peróxido excepcionalmente estáveis. Sais solúveis de titânio +3 e +4 reagem prontamente com soluções de peróxido de hidrogênio em meio ácido para formar o complexo intensamente colorido vermelho-alaranjado (laranja-amarelo em soluções muito diluídas) de titânio no seu estado de oxidação +4:
2[TiIII(H
2O)
6]3+ + 3H
2O
2 —> 2[TiIV(O
2)(H
2O)
3OH]+ + 4H
2O + 4H+
[TiIVO(H
2O)
5]2+ + H
2O
2 —> [TiIV(O
2)(H
2O)
3OH]+ + 2H
2O + H+
Uma solução desse complexo em meio ácido é muito estável e pode ser guardada por vários meses sem decomposição.
Em meio básico, o titânio forma o complexo amarelo pálido tetraperoxotitanato(IV), [Ti(O
2)
4]4–
, que é menos estável do 
[TiIVO(H
2O)
5]2+ + 4H
2O
2 + 6OH– —> [TiIV(O
2)
4]4– + 12H
2O

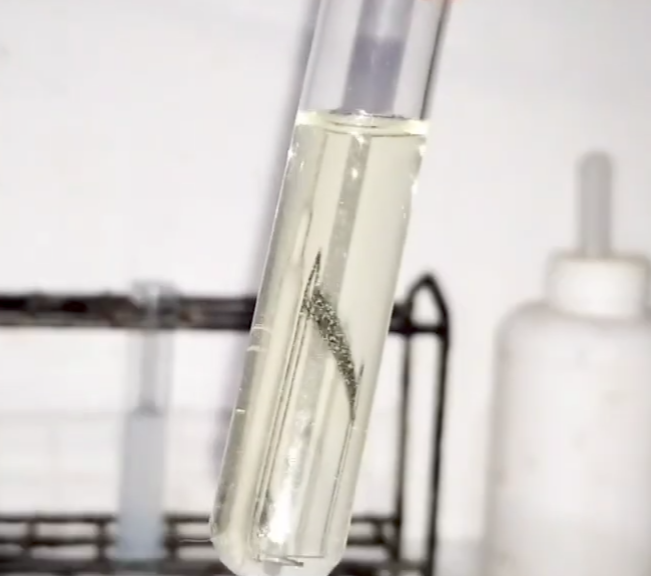
Solução de tetraperoxotitanato em meio básico.

Compostos de titânio em qualquer dos seus estados de oxidação invariavelmente irão reagir com o peróxido de hidrogênio para formar o peroxocomplexo no estado de oxidação máximo do elemento, +4, com os compostos nos estados +2 e +3 sofrendo oxidação no processo. Os peroxocomplexos do titânio são de fato os mais estáveis de qualquer elemento.

### Vanádio[1]

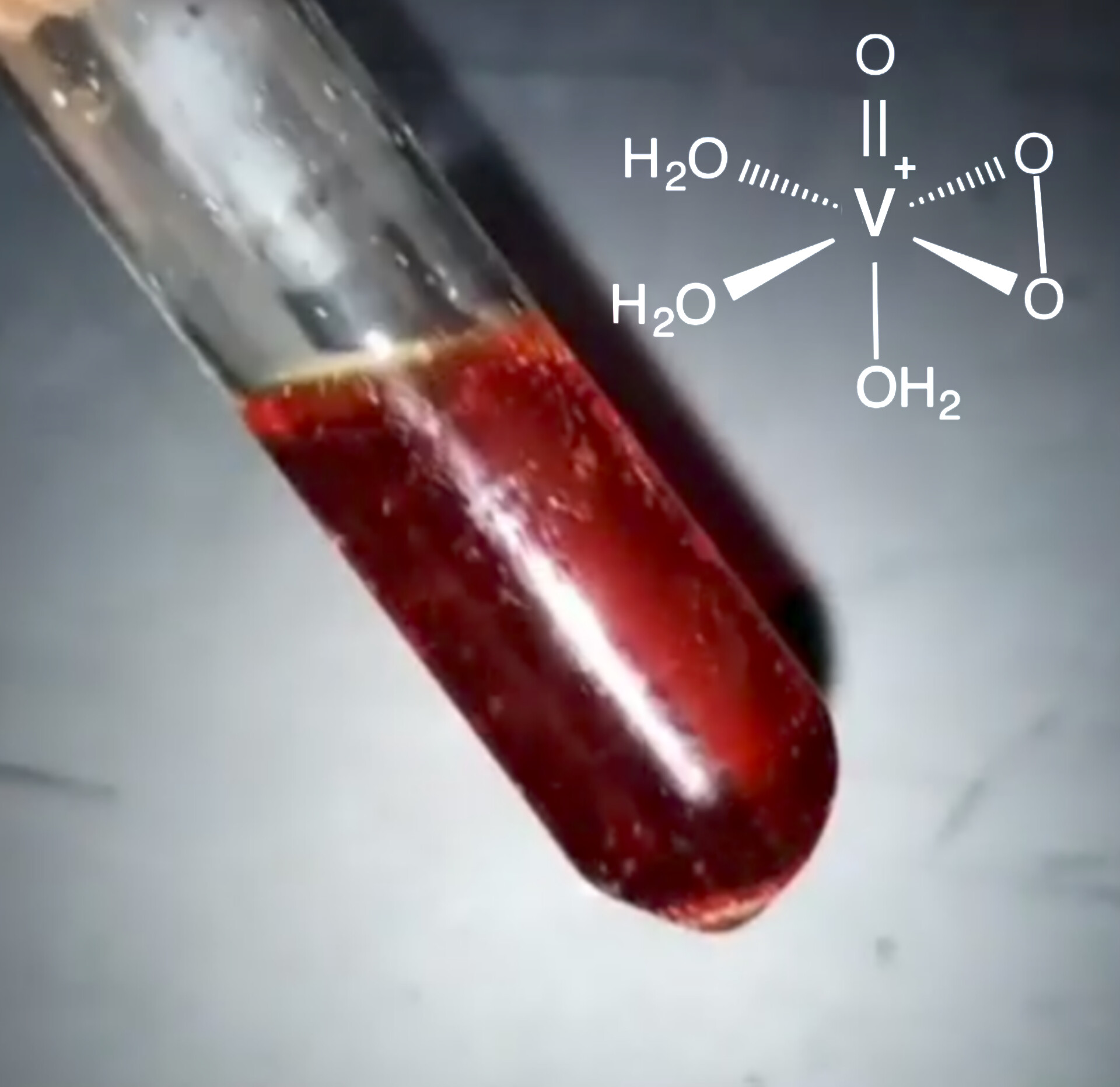
Aspecto e estrutura molecular do peroxocomplexo de vanadio(V) em meio ácido.

Sais de vanádio em quaisquer dos seus estados de oxidação +2, +3, +4 ou +5 irão reagir com peróxido de hidrogênio em meio ácido para formar o peroxocomplexo vermelho de vanádio +5, uma reação semelhante à do titânio.
2[VVO
2(H
2O)
4]+
 + H
2O
2
 —> 2[VVO(O
2)(H
2O)
3]+ + 2H
2O

Compostos nos estados de oxidação mais baixos são inicialmente oxidados por parte do H
2O
2
 para o estado +5, para então reagirem com mais H
2O
2
 para formar o complexo:
[VIII(H
2O)
6]3+ + 2H
2O
2 —> [VVO(O
2)(H
2O)
3]+ + 4H
2O + 2H+
2[VIVO(H
2O)
4]2+
 + 3H
2O
2
 —> [VVO(O
2)(H
2O)
3]+ + 4H
2O + 2H+

Em meio básico ou a partir da reação de sais do ânion vanadato com o peróxido de hidrogênio, a reação leva à formação do ânion amarelo tetraperoxovanadato:
VO3–
4 + 4H
2O
2 —> [V(O
2)
4]3– + 4H
2O

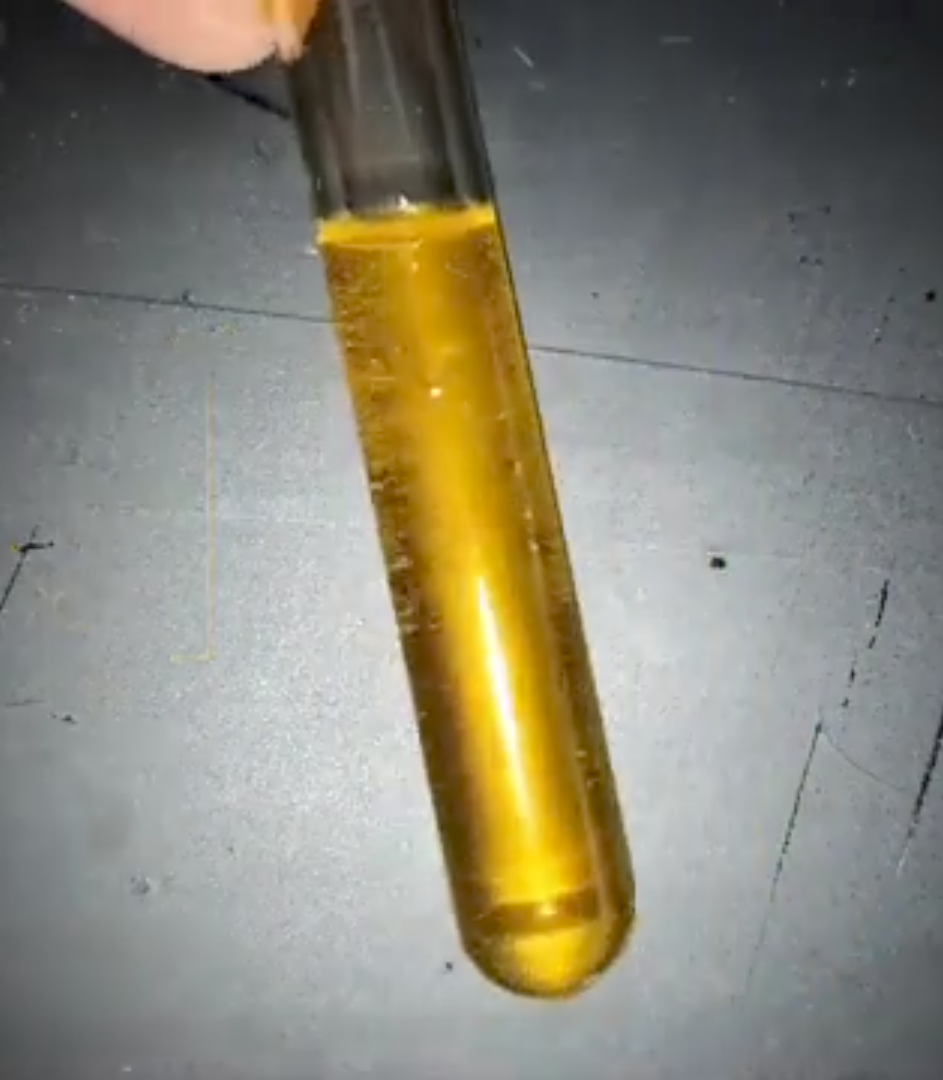
Solução de tetraperoxovanadato em meio básico.

Os peroxocomplexos do vanádio são consideravelmente menos estáveis do que os de titânio, e sofrem decomposição com liberação de gás oxigênio ao longo de alguns minutos ou horas em solução.

### Cromo

Estrutura do oxoperóxido de cromo(VI).

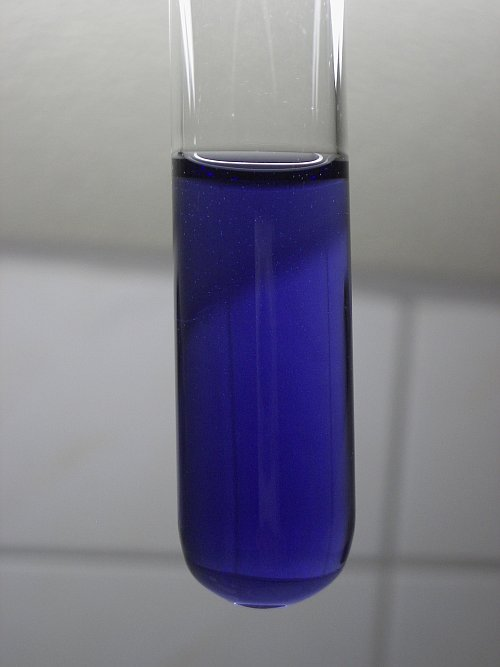
Solução contendo oxoperóxido de cromo VI.

Uma reação bastante característica dos íons dicromato é a sua reação com H
2O
2
 em meio ácido, a qual leva ao surgimento de um composto instável de cor azul-escura que rapidamente se decompõe após alguns segundos, gerando uma solução esverdeada de Cr3+
 com intensa liberação de bolhas de gás oxigênio. Esse produto azul é o oxo-diperóxido de cromo VI, CrO
5
 ou CrO(O
2)
2
.
CrVI
2O2–
7 + 2H+ + 4H
2O
2 —> [CrVIO(O
2)
2] + 5H
2O
2[CrVIO(O
2)
2] + 4H+ + 10H
2O —> 2[Cr(H
2O)
6]3+ + 2O
2 + H
2O
2
Diferentemente dos outros elementos anteriores, os peroxocomplexos de cromo só podem ser obtidos a partir de compostos do cromo em seu estado +6 em meio neutro ou ácido; o íon cromato em meio básico, diferente do dicromato, não forma complexo com o peróxido de hidrogênio (exceto na presença de excesso de amônia), apenas catalisa sua decomposição para água e oxigênio. Os peroxocomplexos de cromo também não podem ser obtidos diretamente pela oxidação do cromo no estado +3 (o mais comum do elemento) pelo H
2O
2
, pois este estado é bastante estável e não reage com o peróxido em meio neutro ou ácido, sendo apenas oxidado em meio básico para formar o íon cromato CrO2–
4
, o qual não se complexa com o H
2O
2
 a menos que a solução seja acidulada para convertê-lo em dicromato.
O peroxocomplexo azul gerado pelo dicromato em meio ácido é instável e sofre decomposição rápida e irreversível em soluções aquosas, restando uma solução esverdeada de um sal de cromo +3. Esse complexo de carga neutra também é muito solúvel em solventes orgânicos tais como o álcool amílico, acetato de isoamila e éter, formando soluções azul-escuras. O complexo é um pouco mais estável quando dissolvido em solventes orgânicos, perdurando por um tempo maior nesses meios, embora ainda sofra decomposição completa ao longo de minutos. Ele também pode formar alguns adutos com ligantes orgânicos tais como o éter dietílico e a piridina, C
5H
5N
, formando respectivamente os complexos [CrO(O
2)
2O(C
2H
5)
2]
 e [CrO(O
2)
2NC
5H
5]
.

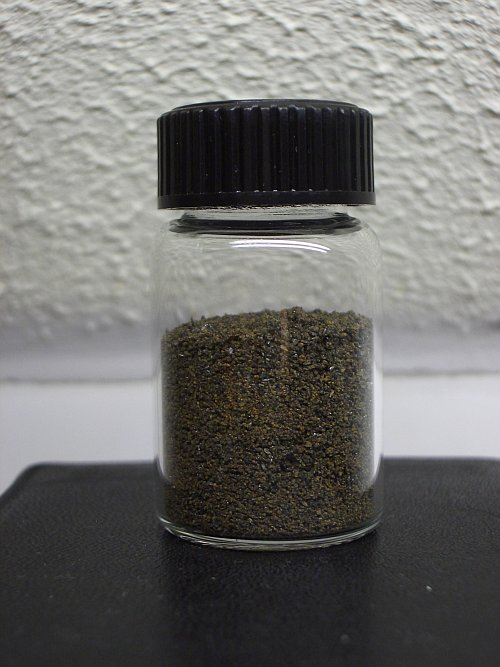
Tetraperoxocromato (V) de potássio sólido.

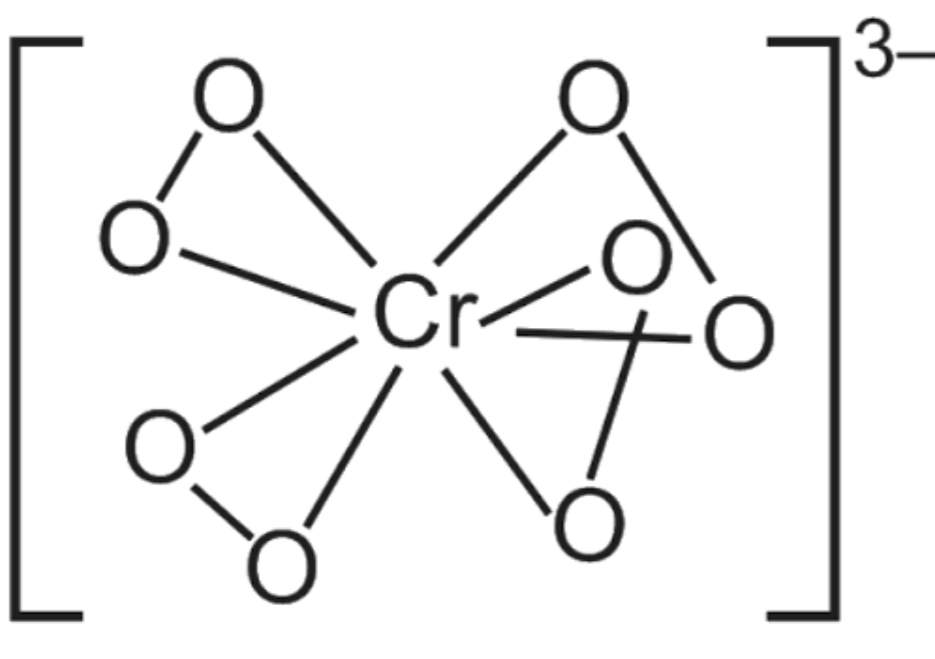
Estrutura do íon tetraperoxocromato.

Soluções de dicromato em meio neutro ou levemente básico reagem para formar o complexo marrom tetraperoxocromato(V), com redução do cromo de seu estado de oxidação +6 para o raro estado +5. O sal de potássio marrom K
3[Cr(O
2)
4]
 é relativamente estável no estado sólido.
CrVI
2O2–
7 +  9H
2O
2 + 4OH– —> 2[CrV(O
2)
4]3– + O
2 + 11H
2O
Quando uma solução resfriada contendo dicromato de amônio em amônia concentrada reage com peróxido de hidrogênio resfriado em um banho de gelo, a solução assume uma cor marrom escura e um precipitado dessa mesma cor precipita a partir da mistura refrigerada. Esse composto é um peroxocomplexo neutro de cromo em seu raro e incomum estado de oxidação +4, no qual o átomo de cromo está ligado a dois grupos peróxido e três moléculas de amônia para formar o complexo heptacoordenado de estrutura bipiramidal-pentagonal [Cr(O
2)
2(NH
3)
3]
. Esse composto é um sólido marrom-café pouco solúvel em água e altamente energético que explode quando aquecido.
CrVIO2–
4 + 3NH
3 + 3H
2O
2 —> [CrIV(O
2)
2(NH
3)
3] + O
2 + 2H
2O + 2OH–

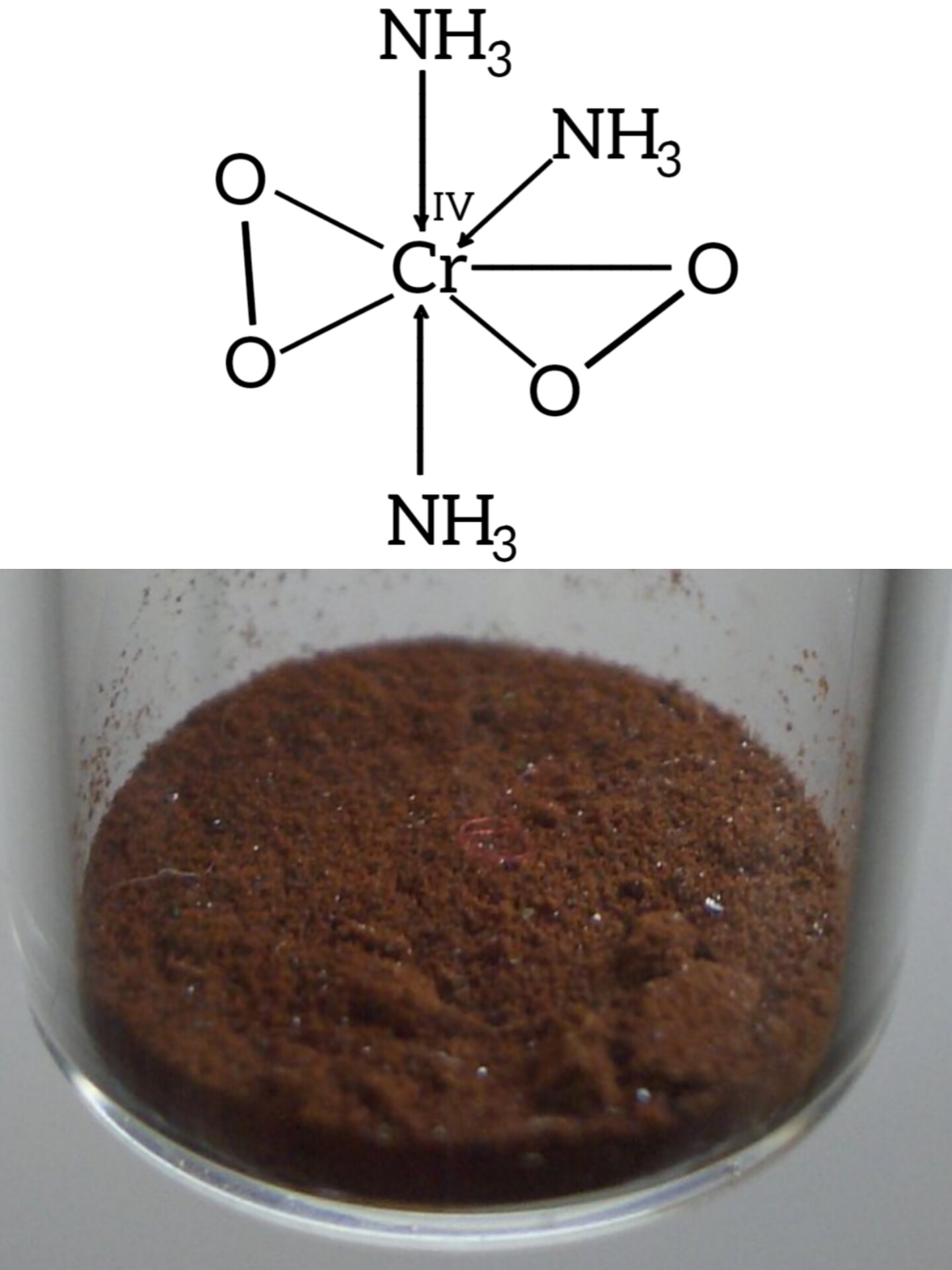
Amostra do complexo triamindiperoxocromo(IV) sólido e sua estrutura molecular.

Todos esses complexos são instáveis em solução, rapidamente sofrendo decomposição com liberação de bolhas de oxigênio. O complexo tetraperoxo em meio básico é o mais estável. O complexo azul em meio ácido sofre redução para um sal de cromo III, enquanto o complexo marrom de peroxocromato(V) reverte para dicromato em solução após alguns minutos ou horas, com liberação de gás O
2
. O complexo de cromo(IV) com amônia e peróxido é relativamente estável como um sólido, mas decompõe-se lentamente no armazenamento e detona quando aquecido. Em solução aquosa, ele rapidamente é convertido em uma solução de cromato de amônio com evolução de oxigênio.
O íon tetraperoxocromato(V) tem a mesma estrutura básica dos ânions tetraperoxovanadato(V), tetraperoxotitanato(IV), tetraperoxomolibdato(VI), etc, com os metais centrais adotando estruturas octacoordenadas, em que cada centro metálico se liga aos oito oxigênios.

### Molibdênio[8]

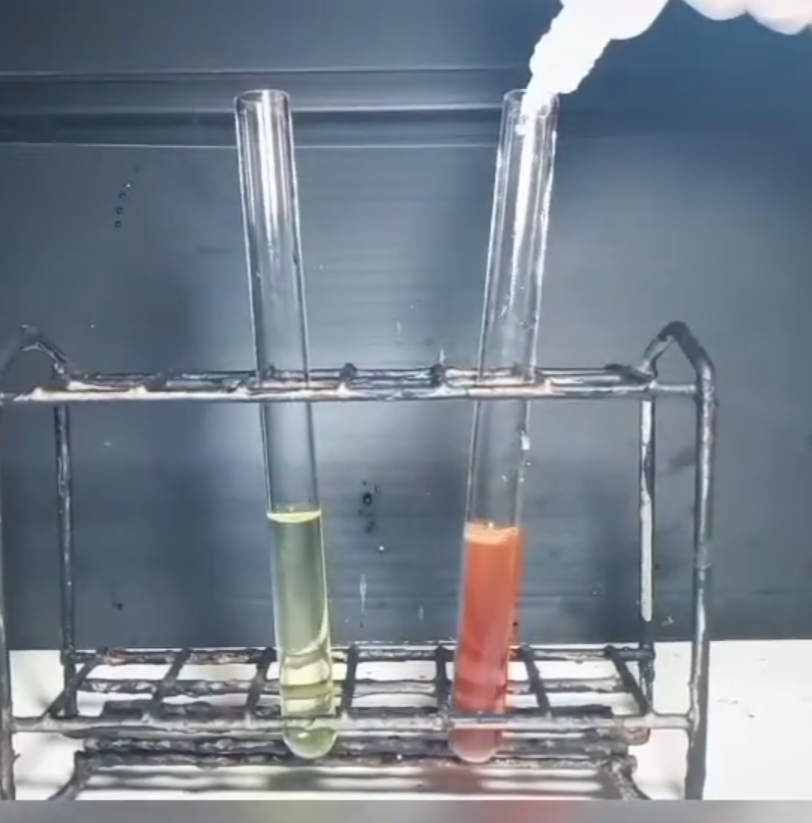
Soluções contendo peroxocomplexos de molibdênio: em meio ácido (amarelado, à esquerda) e em meio básico (alaranjado, à direita).

O molibdênio possui uma extensa química de complexos de peróxido, formando vários produtos de estruturas complexas, muitas das quais baseadas em polioxometalatos. Nesses complexos, o Mo está invariavelmente no estado +6, com os compostos em estados inferiores sofrendo oxidação durante a formação dos tais complexos. Quando sais de molibdênio são tratados com H
2O
2
 em soluções ácidas, uma cor amarela se desenvolve, a qual se deve a várias espécies de peroxocomplexos, alguns dos quais incluem [MoO(O
2)
2(H
2O)], [MoO(O
2)
2OH]–
, [Mo
2O
3(O
2)
4]2–
 e [Mo
4O
12(O
2)
4]4–
. Essa solução sofre lenta decomposição com liberação de oxigênio ao longo de algumas horas, com o desvanecimento da cor amarela até se tornar incolor.
2[MoO
2(H
2O)
4]2+ + 4H
2O
2 —> [Mo
2O
3(O
2)
4]2– + 6H+ + 7H
2O

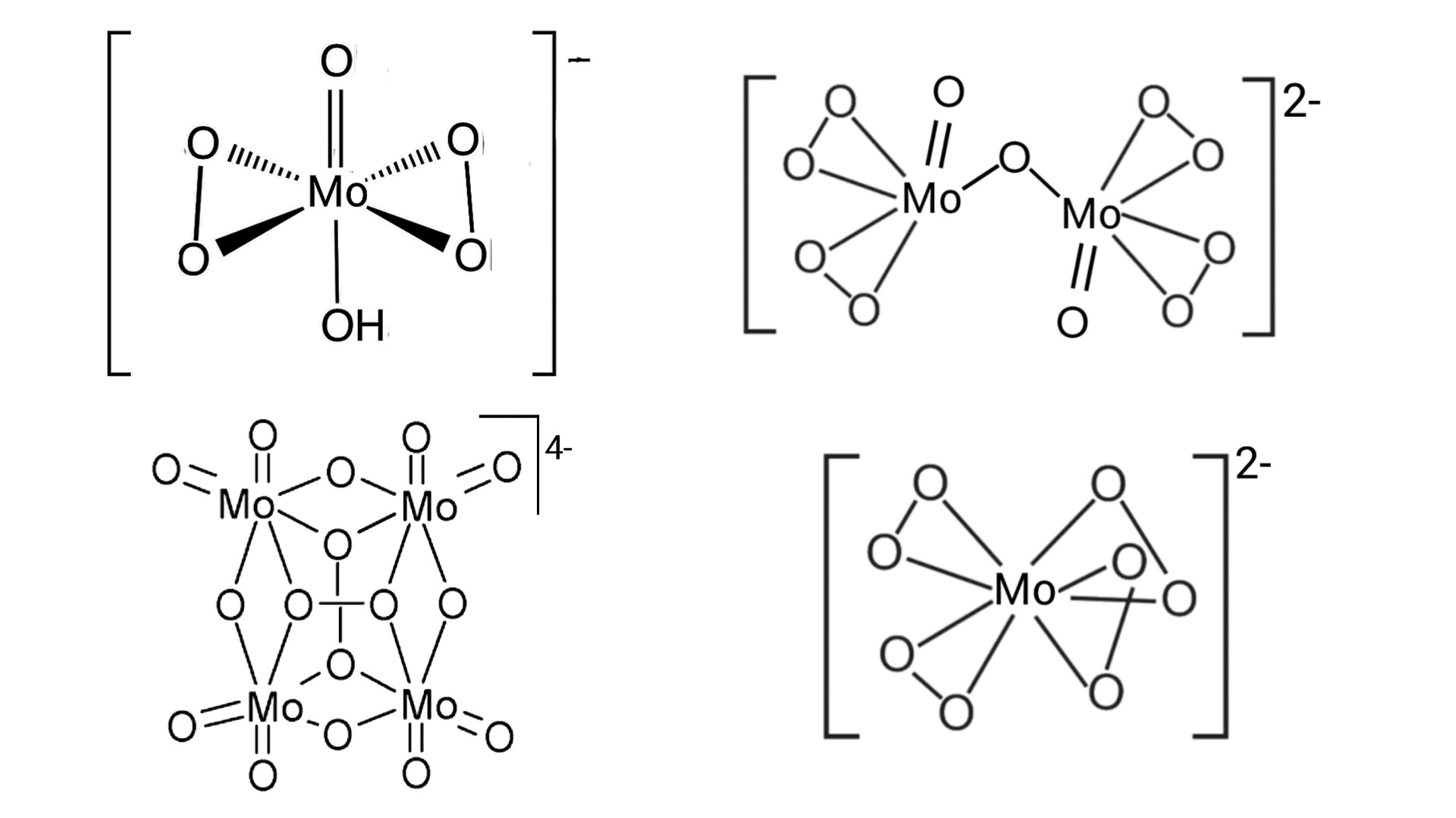
Algumas das várias estruturas de peroxocomplexos de molibdênio que se formam em soluções aquosas.

Em meio básico ou neutro, a adição de solução de peróxido a uma solução de molibdatos leva à formação de um composto de cor avermelhada, o qual é instável e rapidamente decompõe-se de volta para molibdato incolor com liberação de oxigênio ao longo de alguns minutos. A principal espécie química presente nessa reação é o íon tetraperoxomolibdato(VI), [Mo(O
2)
4]2–
. Diferente do cromo, no caso do molibdênio não há mudança no estado de oxidação do elemento metálico, que permanece como +6.
MoO2–
4 + 4H
2O
2 —> [Mo(O
2)
4]2– + 4H
2O

### Tungstênio[9]

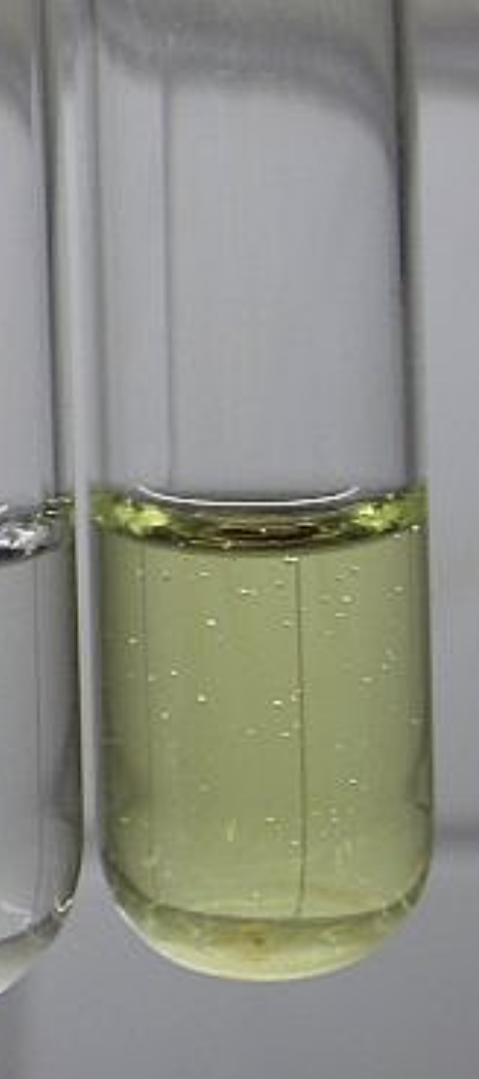
Solução de peroxocomplexos de tungstênio em meio básico.

Soluções de sais de tungstato em meio ácido reagem com o peróxido de hidrogênio aquoso produzindo alguns peroxocomplexos incolores, tais como o complexo [WO(O
2)
2(H
2O)
2], [WO(O
2)
2(H
2O)OH]–, [W
2O
3(O
2)
4(H
2O)
2]2–
 etc, que se decompõem lentamente com liberação de gás.
[WO
2(H
2O)
4]2+ + 2H
2O
2 —> [WO(O
2)
2(H
2O)
2] + 3H
2O + 2H+

Em meio básico, o tungstato reage de forma semelhante ao molibdênio para formar o peroxocomplexo aniônico tetraperoxotungstato(VI), [W(O
2)
4]2–
. Esse complexo amarelo-pálido se decompõe de volta a tungstato com liberação de oxigênio.
WO2–
4 + 4H
2O
2 —> [W(O
2)
4]2– + 4H
2O

Assim como no caso do molibdênio, o estado de oxidação do tungstênio nesses compostos é +6.

### Zircônio[10]e Háfnio[11]

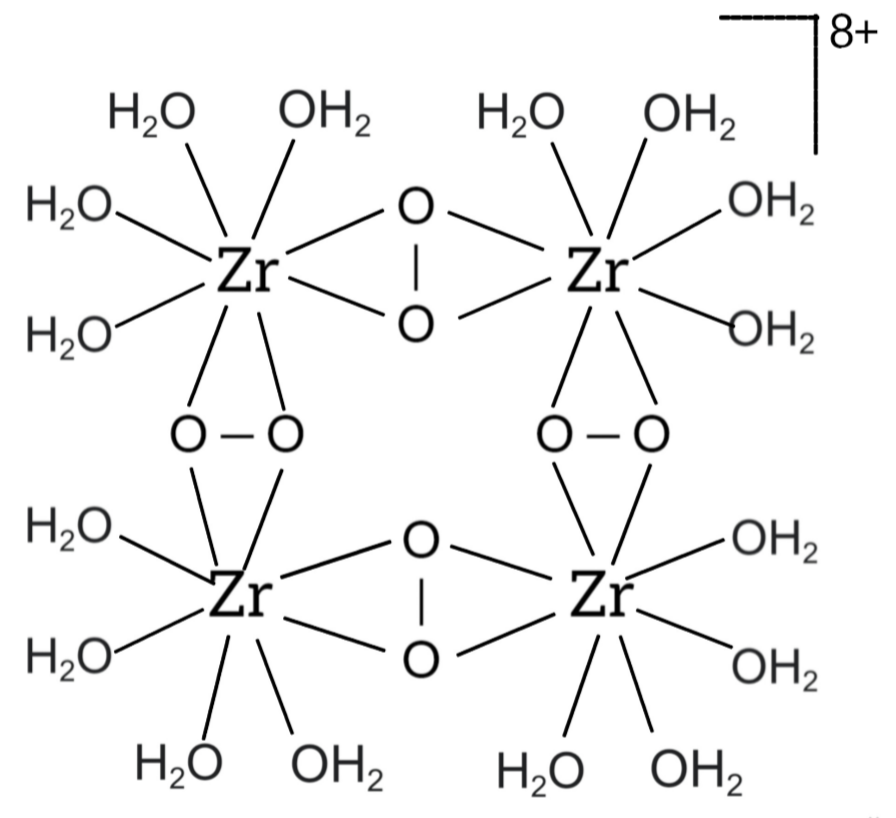
Estrutura molecular de um peroxocomplexo de zircônio obtido em meio ácido, mostrando sua complexa estrutura tetramérica com compartilhamento de grupos peróxido entre os centros metálicos e sua geometria octacoordenada. O complexo correspondente de háfnio apresenta a mesma estrutura. Ambos os complexos são incolores.

Os elementos zircônio e háfnio apresentam raios atômicos praticamente idênticos e, por isso, apresentam comportamento químico extremamente semelhante, e os sais de ambos os elementos também reagem da mesma forma com soluções de H
2O
2
 para formar peroxocomplexos no estado de oxidação de +4 (o único estado estável dos dois elementos). Como esperado, esses complexos possuem estruturas semelhantes, mas, diferentemente dos complexos do homólogo mais leve da mesma família, o titânio, são substâncias incolores ou de cor amarelada muito pálida.
Em meio ácido, esses elementos reagem com o peróxido de hidrogênio para formar o complexo tetramérico [M
4(O
2)
4(H
2O)
16]8+
, nos quais os íons metálicos são octacoordenados:
4[Zr(OH)
2(H
2O)
4]2+ + 4H
2O
2 —> [Zr
4(O
2)
4(H
2O)
16]8+ + 8H
2O
4[Hf(OH)
2(H
2O)
4]2+ + 4H
2O
2 —> [Hf
4(O
2)
4(H
2O)
16]8+ + 8H
2O
Em meio básico, reagem para formar o complexo tetraperoxo, a exemplo do titânio:
[Zr(OH)
2(H
2O)
4]2+ + 4H
2O
2 + 6OH– —> [Zr(O
2)
4]4– + 12H
2O
[Hf(OH)
2(H
2O)
4]2+ + 4H
2O
2 + 6OH– —> [Hf(O
2)
4]4– + 12H
2O

### Nióbio[13]e Tântalo[14]
Quando uma solução fortemente ácida de um sal de nióbio (por exemplo, NbCl
5
) reage com uma solução de H
2O
2
, ocorre a mudança da solução incolor para uma cor amarela escura, com intensa liberação de bolhas de gás oxigênio (se o sal de Nb for um cloreto, um pouco de gás cloro também é liberado). Uma mistura de complexos de peróxido é formada, e uma das espécies químicas presentes é o complexo [NbO(O
2)
2(H
2O)
2]–
. Em meio básico, o tetraperoxoniobato(V) [Nb(O
2)
4]3–
 de cor alaranjada é formado.
O tântalo reage de modo semelhante. O tratamento de um sal solúvel de tântalo com peróxido de hidrogênio em meio ácido gera complexos incolores como o [TaO(O
2)
2(H
2O)
2]–
. Em meio básico, o tetraperoxotantalato(V) também incolor [Ta(O
2)
4]3–
 é formado.

### Rênio
O ácido perrênico (HReO
4
), bem como o heptóxido de rênio (Re
2O
7
), reagem com H
2O
2
 em solução aquosa para dar um produto de cor laranja-vermelha, o qual é um peroxocomplexo de rênio no estado de oxidação +7. Esse composto (conhecido como "ácido peroxi-perrênico") é um forte agente oxidante útil em reações de epoxidação.
2HReO
4 + 4H
2O
2 —> [Re
2O
3(O
2)
4(H
2O)
2] + 3H
2O

### Urânio

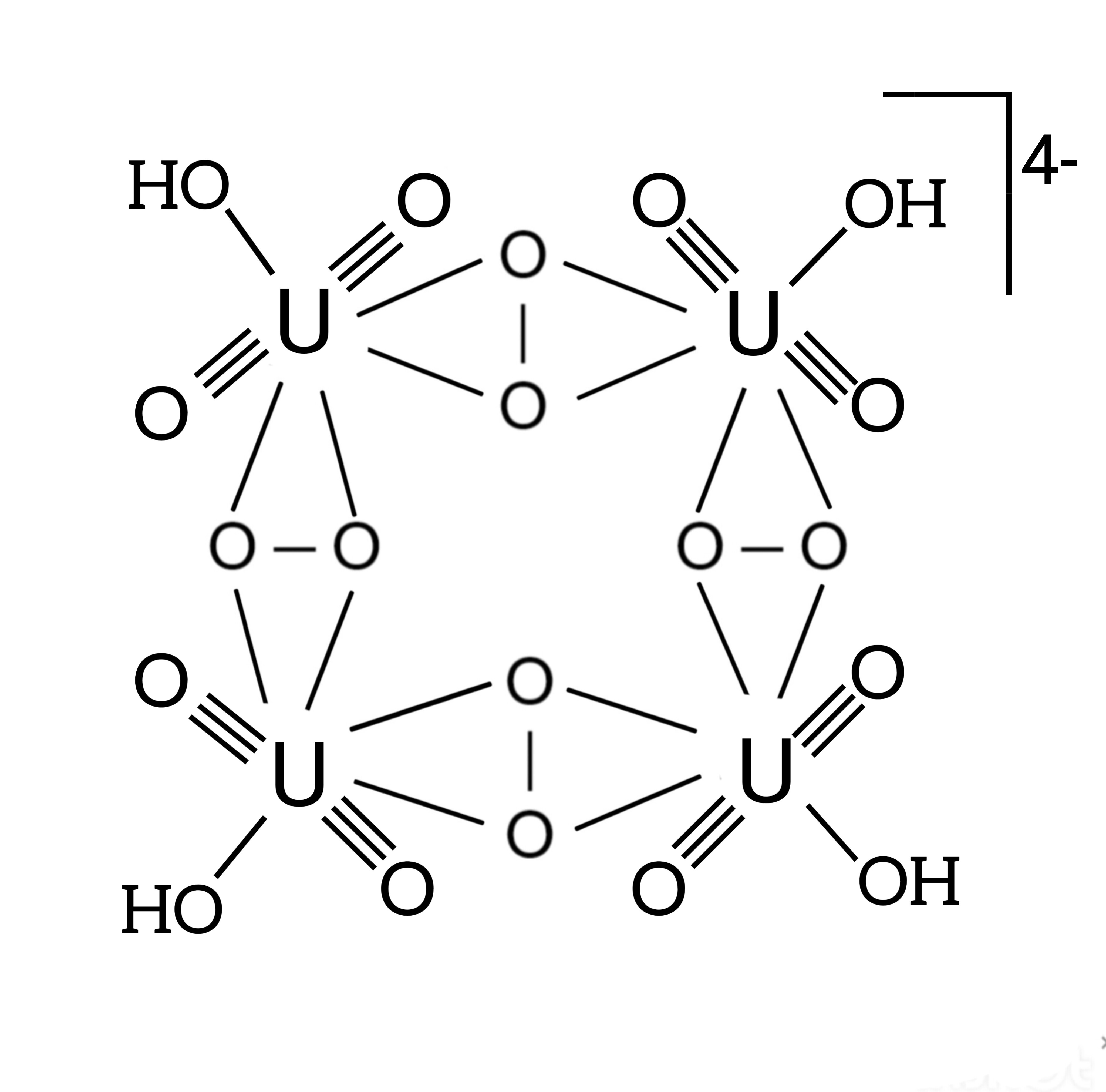
Estrutura do peroxocomplexo tetramérico de uranila [(UO2)4(O2)4(OH)4](4-).

O urânio forma uma série de peroxocomplexos notáveis. Diferente dos demais elementos apresentados nesta seção, o urânio é um elemento actinídeo e não um metal de transição do bloco d.
Quando um sal do íon uranila (UO2+
2, que contém U6+
) reage com H
2O
2
 em pH levemente básico, algumas espécies químicas como [UO
2(O
2)
3]4–
 e [(UO
2(O
2)OH
)x)]x– são formadas. Esta última consiste em várias formas oligoméricas, em que os centros de urânio formam estruturas em anéis com compartilhamento dos grupos peróxido, geralmente tetraméricas [(UO
2(O
2)OH
)4]4–, pentaméricas [(UO
2(O
2)OH
)5]5– ou hexaméricas [(UO
2(O
2)OH
)6]6–. As estruturas tetraméricas tendem a se formar em soluções contendo alto teor de íons de sódio, enquanto as pentaméricas tendem a se formar na presença de excesso de íons de potássio. Esses complexos são solúveis em água e têm cores amarelo-alaranjadas. São complexos muito estáveis.
Em algumas condições, as espécies pentaméricas podem oligomerizar com formação de pontes duplas através dos grupos hidróxido, originando uma grande estrutura esférica composta por doze unidades pentaméricas [((UO
2)
5(O
2)
5(OH)
5)
12]60–
 fundidas, numa estrutura oca que lembra uma bola de futebol, semelhante à estrutura da molécula de fulereno (C
60
).

### Outros metais
Peroxocomplexos de metais para além do grupo 6 (família do cromo) são raros. Enquanto os elementos dos grupos 4, 5 e 6 formam esses complexos prontamente (com o titânio formando complexos peroxo extremamente estáveis, vanádio formando perocomplexos menos estáveis e o cromo formando peroxocomplexos mais instáveis), os elementos dos grupos 7 em diante não formam facilmente esses compostos. A adição de solução de peróxido de hidrogênio a soluções contendo íons de manganês, ferro, cobalto, níquel e cobre resulta na decomposição catalítica do H2O2 em água e gás oxigênio ao invés da formação de complexos. Os íons de prata e ouro são reduzidos ao metal. Cobre, zinco, cádmio e mercúrio, em condições de temperatura e pH apropriadas, irão precipitar os respectivos peróxidos de seus elementos (CuO2, ZnO2, CdO2 e HgO2) em vez de formarem complexos. Nenhum peroxocomplexo é conhecido para o manganês e o níquel; o ferro, o cobalto e o cobre formam apenas alguns poucos complexos do tipo, e somente em condições muito específicas. Alguns outros elementos como certos metais do grupo da platina também podem formar alguns complexos de peróxido em certas condições, na presença de ligantes apropriados. Com frequência, esses complexos apresentam pontes de peróxido M–O–O–M entre dois metais, em vez de ambos os oxigênios se ligarem ao metal como nos complexos dos metais de transição iniciais.
- Ferro

O ferro é conhecido por formar alguns complexos de peróxido e hidroperóxido em sistemas biológicos ou na presença de alguns ligantes específicos tais como porfirinas. Um exemplo conhecido é o grupo prostético da forma oxigenada da proteína hemeritrina, presente no sangue de alguns invertebrados marinhos.
- Cobre

Sítio ativo da hemeritrina antes e após a ligação ao oxigênio, com a formação reversível de um complexo de (hidro)peróxido.

O cobre não forma peroxocomplexos prontamente, mas alguns complexos do elemento em sistemas biológicos são capazes de reagir reversivelmente com o gás oxigênio para formar complexos contendo grupos peróxido. Um exemplo notável é a proteína hemocianina presente no sangue de animais marinhos como crustáceos e moluscos. A proteína contém em seu sítio ativo dois complexos de cobre(I) que reagem com o oxigênio para formar um complexo dinuclear de cobre(II)-peróxido.

- Cobalto

Alguns poucos peroxocomplexos de cobalto são conhecidos, sendo um exemplo bem conhecido o complexo decamin(μ-peroxo)dicobalto(III), [Co
2(O
2)(NH
3)
10]4+
, de estrutura [(H
3N)
5
CoIII–O–O–CoIII(NH
3)
5
].
- Irídio

O irídio forma um complexo de peróxido quando o complexo de Vaska, [IrICl(CO)(P(C
6H
5)
3)
2]
, é oxidado pelo gás oxigênio:

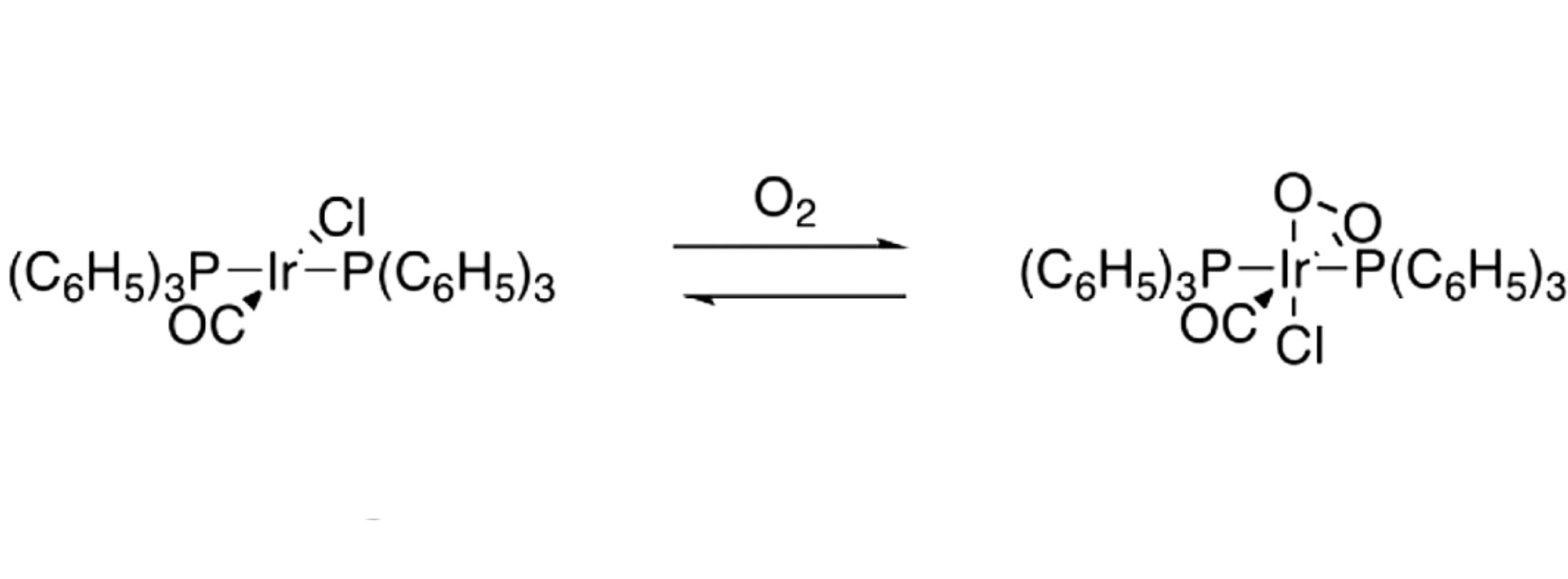
Reação reversível entre o complexo de Vaska e o oxigênio, com a formação de um peroxocomplexo de irídio.

## Importância
A formação de peroxocomplexos intensamente coloridos na presença de solução de peróxido de hidrogênio é tão característica de alguns elementos que pode funcionar como um teste analítico para a detecção desses elementos nas amostras. Essas reações, especialmente se executadas em meio ácido, são úteis para a detecção analítica de titânio (vermelho alaranjado), vanádio (vermelho acastanhado) e cromo hexavalente (azul escuro) em amostras de teste. De forma recíproca, soluções ácidas de sais de titânio e dicromato também servem como meio de detectar a presença de peróxido de hidrogênio em uma amostra.
Alguns complexos de peróxido são agentes oxidantes fortes capazes de efetuar algumas reações de oxidação bem específicas em compostos orgânicos, sendo intermediários úteis em algumas sínteses orgânicas, como reações de epoxidação e di-hidroxilação. Alguns compostos como o tungstato de sódio catalisam a oxidação de álcoois para aldeídos e cetonas pelo peróxido de hidrogênio por intermédio da formação de peroxocomplexos de tungstênio. O Na
2WO
4
 também é um eficiente catalisador em reações de epoxidação de alcenos através da formação do peroxocomplexo. Um outro peroxocomplexo de tungstênio utilizado em reações de epoxidação é o catalisador de Venturello, que consiste em sais de amônio quaternário do ânion [(WO(O
2)
2)
4PO
4]3–
. Esse composto pode ser obtido tratando o ácido fosfotúngstico com peróxido de hidrogênio na presença da base adequada.

### Importância biológica
Certas proteínas transportadoras de oxigênio de animais marinhos invertebrados transportam o gás oxigênio ligado a alguns íons metálicos na forma de complexos peroxo. A hemeritrina transporta o oxigênio na forma de um peroxocomplexo reversível com o ferro, enquanto a hemocianina o transporta como um peroxocomplexo ligado ao cobre.
Um peroxocomplexo de vanádio [R-C
3H
3N
2VO
2(O
2)]–
 está presente no sítio ativo da enzima bromoperoxidade encontrada em algas marinhas pardas e vermelhas, a qual catalisa a oxidação do íon brometo pelo H
2O
2
 para formar hipobromito (BrO–
) que será usado para produzir compostos orgânicos bromados.
Essa enzima é importante para a remoção de H
2O
2
 formado como subproduto indesejado da fotossíntese da célula, bem como o seu uso para a produção de vários metabólitos bromados que funcionam como mecanismo de defesa para esses organismos. O vanádio é um cofator incomum na bioquímica.